# Mirko Nišović
Mirko Nišović, född den 2 juli 1961 i Zemun, Jugoslavien, är en jugoslavisk kanotist.
Han tog OS-guld i C-2 500 meter och  OS-silver i C-2 1000 meter i samband med de olympiska kanottävlingarna 1984 i Los Angeles.